# Dare to Be Stupid
Dare To Be Stupid är ett musikalbum från 1985 av den amerikanske artisten "Weird Al" Yankovic.

## Låtförteckning
1. Like A Surgeon (parodi på Madonnas Like A Virgin)
2. Dare To Be Stupid (stilparodi på Devo)
3. I Want A New Duck (parodi på Huey Lewis and the News I Want A New Drug)
4. One More Minute (stilparodi på genren doo-wop)
5. Yoda (parodi på The Kinks Lola)
6. George Of The Jungle
7. Slime Creatures From Outer Space (stilparodi på Thomas Dolby)
8. Girls Just Want To Have Lunch (parodi på Cyndi Laupers Girls Just Want To Have Fun)
9. This Is The Life (stilparodi på låtar från 30-talet)
10. Cable TV (stilparodi på Randy Newman)
11. Hooked on Polkas (ett polkamedley av följande låtar:
  - Euday L. Bowman 12th Street Rag,
  - The Jacksons with Mick Jaggers State of Chock,
  - ZZ Tops Sharp Dressed Man,
  - Tina Turners What's Love Got To Do with It?,
  - Hall & Oates Method of Modern Love,
  - Yes Owner Of A Lonely Heart,
  - Twisted Sisters We're Not Gonna Take It,
  - Nenas 99 Luftballons,
  - Kenny Loggins Footloose,
  - Duran Durans The Reflex,
  - Quiet Riots Metal Health (Bang Your Head), och
  - Frankie Goes To Hollywoods Relax.)